# Glypta variegata
Glypta variegata är en stekelart som beskrevs av Dasch 1988. Glypta variegata ingår i släktet Glypta och familjen brokparasitsteklar. Inga underarter finns listade i Catalogue of Life.